# Shunichi Tanaka
Shunichi Tanaka (田中 俊一 Tanaka Shunichi?, nacido el 13 de septiembre de 1987 en Osaka) es un exfutbolista japonés. Jugaba de centrocampista y su único club fue el Roasso Kumamoto de Japón.

## Trayectoria

### Clubes
| Club            | País  | Año         |
| --------------- | ----- | ----------- |
| Roasso Kumamoto | Japón | 2011 - 2012 |

## Estadística de carrera

### J. League
| Club            | Año   | J. League | J. League | Copa J. League | Copa J. League | Total | Total |
| Club            | Año   | Part.     | Goles     | Part.          | Goles          | Part. | Goles |
| --------------- | ----- | --------- | --------- | -------------- | -------------- | ----- | ----- |
| Roasso Kumamoto | 2011  | 3         | 0         | -              | -              | 3     | 0     |
| Roasso Kumamoto | 2012  | 4         | 0         | -              | -              | 4     | 0     |
| Total           | Total | 7         | 0         | 0              | 0              | 7     | 0     |